# Old (Hungria)
Old é um município da Hungria, situado no condado de Baranya. Tem 14,07 km² de área e sua população em 2019 foi estimada em 331 habitantes.